# Euxoa livida
Euxoa livida là một loài bướm đêm trong họ Noctuidae.